# Dymitr (Kowalnicki)
Dymitr, imię świeckie Michaił Gieorgijewicz Kowalnicki (ur. 14 października?/26 października 1839 w guberni wołyńskiej, zm. 31 stycznia?/13 lutego 1913 w Odessie) – rosyjski biskup prawosławny.

## Życiorys
Był synem kapłana prawosławnego. W 1859 ukończył Wołyńskie Seminarium Duchowne, przez rok wykładał w szkole duchownej w Krzemieńcu, po czym podjął studia w Kazańskiej Akademii Duchownej. W 1867 ukończył studia jako najlepszy absolwent i został zatrudniony w Akademii w katedrze teologii moralnej. W 1868 obronił dysertację magisterską. Rok później uzyskał tytuł docenta, zaś od 1878 jako profesor nadzwyczajny pracował w katedrze historii Kościoła. Nigdy się nie ożenił; ostatecznie 12 września 1895 złożył wieczyste śluby mnisze, przyjmując imię zakonne Dymitr. Pięć dni później przyjął święcenia kapłańskie. Został wyznaczony na inspektora Kijowskiej Akademii Duchownej, otrzymał również godność archimandryty. W 1898 został rektorem Akademii, zaś 22 czerwca tego samego roku wyświęcono go na biskupa czehryńskiego, wikariusza eparchii kijowskiej; pozostawał rektorem Akademii.
27 września 1902 został biskupem tambowskim i szackim. W 1903 został przeniesiony na katedrę kazańską i swijaską. Jako arcybiskup kazański uległ wpływom zwolenników rusyfikacji mniejszości narodowych w regionie: zlikwidował możliwość nauki w innych językach niż rosyjski w szkołach prowadzonych przez Cerkiew oraz zabronił odprawiania nabożeństw prawosławnych w językach mniejszości. Duchowny nigdy nie odwiedził całej eparchii – jedynie w czerwcu 1904 odwiedził dwa miasta będące siedzibami ujezdów, jednak odprawiał nabożeństwa w kaplicy na statku. Rzadko głosił również kazania w cerkwiach Kazania. W rezultacie konfliktu o system prowadzenia misji wśród nieprawosławnych mieszkańców regionu (z protestami przeciwko rusyfikacyjnym działaniom biskupa Dymitra wystąpili kierownicy szkół w eparchii, biskup symbirski Guriasz, sprawa trafiła ostatecznie na dwór carski) został przeniesiony na katedrę chersońską i odeską.
Jako biskup chersoński Dymitr (Kowalnicki) uczestniczył w przygotowaniach do Soboru Lokalnego Rosyjskiego Kościoła Prawosławnego, do którego ostatecznie nie doszło. Następnie zasiadał w Synodalnej Komisji ds. reformy Akademii Duchownych, która w 1911 opracowała ich nowy statut. Zmarł w 1913 i został pochowany w soborze Przemienienia Pańskiego w Odessie.